# Жук, Виталий Макарович
Виталий Макарович Жук (укр. Віталій Макарович Жук, 1 мая 1949, Емельяновка — 18 февраля 2015) — советский, украинский и российский шашист, шашечный тренер и спортивный функционер, мастер спорта СССР, Заслуженный тренер Украины. Неоднократный чемпион Крыма, победитель командных чемпионатов Украинской ССР по переписке, создатель Республиканской школы по шахматам и шашкам, тренер чемпиона мира по русским шашкам Сергея Белошеева, вице-президент Секции-64 Всемирной федерации шашек.

## Биография
По основной профессии экономист, с 1969 по 1977 год — в Крымском проектно-конструкторском технологическом институте; в 1975 году окончил Киевский институт народного хозяйства. Как игрок в шашки Виталий Жук был победителем чемпионатов спортобщества «Колос» (Украинская ССР) в 1969, 1973 и 1977 годах, командных чемпионатов Украинской ССР по переписке (1970, 1972, 1973), двукратным призёром (в 1968 и 1973 годах) первенств сельских спортивных обществ СССР. С 1978 по 1980 и в 1985 годах Жук становился чемпионом Крыма.
В 1987 году возглавил Симферопольский шахматно-шашечный клуб в отреставрированном особняке Динцера, в 1995 году участвовал в создании Шахматно-шашечной федерации Автономной Республики Крым, в которой с тех пор занимал пост исполнительного директора. В 2004 году основал Республиканскую школу по шахматам и шашкам, в дальнейшем оставаясь её бессменным директором; воспитал ряд ведущих украинских шахматистов и шашистов, включая чемпиона мира по русским шашкам Сергея Белошеева.
Виталий Жук имел квалификацию международного арбитра по шашкам, занимал пост вице-президента (с 2007 года) и директора турниров Секции-64 Всемирной федерации шашек. Благодаря ему в Крыму проводились национальные первенства Украины по шахматам и шашкам, личные и командные шашечные чемпионаты мира и Европы.
Спортивная деятельность Виталия Жука отмечена званиями мастера спорта СССР, Заслуженного тренера и заслуженного работника физической культуры и спорта Украины, а также заслуженного работника физической культуры и спорта Республики Крым.